# Truth Hits Everybody
Truth Hits Everybody ist ein Song der englischen Rockband The Police, der im Juni 1979 auf ihrem Debütalbum Outlandos d’Amour erschien. Sänger und Bassist Sting schrieb das Stück.

## Entstehung
1975 hatte Sting den Song Truth Kills Everybody geschrieben und 1975 mit seiner damaligen Band Last Exit aufgenommen. Er wurde durch das 1970 veröffentlichte gleichnamige Gedicht von Ted Hughes inspiriert, das sich auf den mythologischen Proteus bezieht.
Police-Schlagzeuger Stewart Copeland schlug vor, „Kills“ in „Hits“ zu ändern, da er der Meinung war, dass die Wahrheit, die einen trifft, etwas Positives sei.
1983 wurde von The Police eine Remix-Version aufgenommen. Auch auf der 1995 veröffentlichten Live!-Album erschien eine Live-Aufnahme von 1979.

## Coverversionen
- 1990: No Use for a Name
- 1997: Snapcase
- 2005: Motion City Soundtrack[5]